# Sophisti-Pop
Sophisti-Pop (auch Sophisticated Pop; aus engl.: anspruchsvoll, ausgefeilt) ist ein Subgenre der Popmusik, das in den frühen 1980er Jahren aus der englisch geprägten New-Romantic-Strömung und schottisch beeinflusstem Indie-Pop entstand und sich am Blue-Eyed Soul der 1960er Jahre orientierte.

## Merkmale
Sophisti-Pop kombiniert Elemente aus Popmusik, Jazz und Soul mit aufwändiger Produktion und einer sanften, oft romantisch, bisweilen aber auch kühl wirkenden Charakteristik. Das Genre wurde jedoch nie zu einem populären Trend und war zu Beginn der 90er Jahre weitgehend wieder verschwunden.
Typische Kennzeichen des Sophisti-Pop sind der intensive Einsatz von Synthesizern, komplexe harmonische Verläufe, anspruchsvolle Arrangements, modernste Studiotechnik und perfektionistische Produktionsmethoden, die sich teilweise auch in aufwändigen Remix-Versionen fortsetzten.
Neben der üppig produzierten Musik etablierten Vertreter wie ABC, Bryan Ferry, Spandau Ballet oder The Style Council die Mode der New Romantic mit einem gepflegten Image, um auch in dieser Hinsicht den anspruchsvollen Charakter der Musik widerzuspiegeln.
Als stilprägend gilt das Album Avalon der britischen Band Roxy Music aus dem Jahr 1982. Beginnend mit den 2010er Jahren wurde der Sophisti-Pop im Trend des aufkommenden 1980er-Jahre-Revival wieder aufgegriffen (Jessie Ware, Natalie Prass, C Duncan).

## Interpreten und Alben

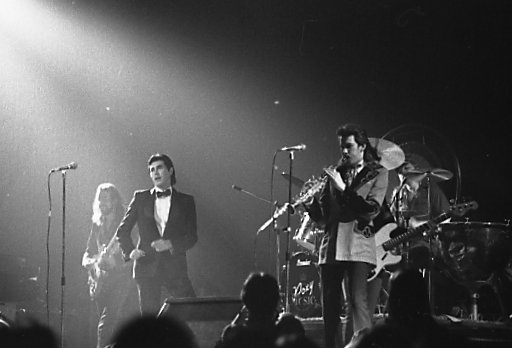
Roxy Music

Zu den stilbildenden Interpreten und typischen Alben des Sophisti-Pop gehören unter anderem:
- ABC
  - The Lexicon of Love (1982)
- Aztec Camera
  - High Land, Hard Rain (1983)[1]
- Basia
  - Time and Tide (1987)
- Bryan Ferry
  - Boys and Girls (1985)[3]
  - Bête Noire (1987)[3]
- China Crisis
  - Flaunt the Imperfection (1985)[1]
- Danny Wilson
  - Meet Danny Wilson (1987)[1]
- Everything but the Girl
  - The Language of Life (1990)
- Grace Jones
  - Nightclubbing (1981)[4]
- Johnny Hates Jazz
  - Turn back the Clock (1987)
- Living in a Box
  - Gatecrashing (1989)
- Level 42
  - Running in the Family (1987)
- Prefab Sprout
  - Steve McQueen (1985)[1][4]
  - Jordan: The Comeback (1990)[3]
- Sade
  - Diamond Life (1984)[3][4]
  - Promise (1985)[3]
  - Love Deluxe (1992)[3]
- Scritti Politti
  - Cupid & Psyche 85 (1985)[4]
  - Provision (1988)
- Spandau Ballet
  - Parade (1984)
- Swing Out Sister
  - It's better to travel (1987)
- Roxy Music
  - Avalon (1982)[3][4]
- Talk Talk
  - It’s My Life (1984)
- The Blow Monkeys
  - Animal Magic (1986)
- The Blue Nile
  - A Walk Across the Rooftops (1984)[1]
  - Hats (1989)[3][4]
- The Style Council
  - My Ever Changing Moods (1984)[1]
  - Café Bleu (1984)[4]